# Brooklyn senza madre
Brooklyn senza madre (Motherless Brooklyn) è il quinto romanzo di Jonathan Lethem, pubblicato nel 1999.
È uscito in Italia nella traduzione di Laura Grimaldi prima col titolo Testadipazzo (Tropea), in seguito ripubblicato come Brooklyn senza madre da Net.
Il libro ha vinto il National Book Critics Circle Award per la narrativa nel 1999 e il Gold Dagger nel 2000.

## Trama
Lionel ha sofferto fin da ragazzino di sindrome di Tourette, mai diagnosticata; così è vissuto sino a tredici anni chiudendosi nella biblioteca della Casa del Fanciullo St. Vincent, quasi incapace di parlare. Un giorno arriva un signore (in realtà ha solo 25 anni) e chiede all'istituzione quattro orfani bianchi per alcuni lavori saltuari. Lionel è tra i prescelti e scopre che Frank lo comprende, ne apprezza le balordaggini verbali e non si risente dei tic del ragazzo. Così Minna diventa l'idolo di Lionel, quello che gli ha restituito il  piacere della parola. Ma un giorno, come è venuto, Frank se ne deve andare e, salutando i suoi quattro ragazzi (gli altri sono Gilbert, Danny e Tony), passa a Lionel un libriccino sulla sindrome di cui soffre, facendogli così un dono inestimabile.
Dopo cinque anni, Frank ritorna sposato a Julia. Riprende i contatti con i "suoi" ragazzi, ormai maggiorenni, e apre una ditta di autonoleggio, la L&L. In realtà, sotto l'apparenza, la ditta è un'agenzia di investigazioni private; perciò una sera, quando Frank dice a Lionel e Gilbert di raggiungerlo, essi non si stupiscono degli strani ordini ricevuti: aspettarlo, Gilbert in un androne, Lionel in collegamento con una ricetrasmittente. I giovani hanno sempre compreso, ancora dai lontani tempi del St. Vincent, che la vita di Frank è al di fuori della legge, ma non sanno di cosa si occupi. Perciò, in quest'avventura, Lionel sente e vede Frank rapito da un omone, che lo porta chissà dove in  un'auto guidata da un misterioso complice.
Raccolto miracolosamente Gilbert, i due compiono un folle inseguimento, ma, senza la radio che li guida, non avrebbero mai ritrovato Frank, che è stato accoltellato e chiuso in un cassonetto dei rifiuti. La corsa all'ospedale non salva la vita al loro capo e anzi Gilbert è arrestato per omicidio. A Lionel, che sottraendosi all'arresto, ha portato con  sé alcuni effetti personali di Frank, tocca la missione di scovarne gli assassini. Con il cercapersone di Frank, Lionel è in grado di capire chi tenta di comunicare, con un cellulare può rispondere da sconosciuto. Gli elementi si dipanano, ma sembrano una mappa tracciata con la Tourette del particolare cervello di Lionel, il quale tuttavia arriva a capire che Frank aveva come nemico il proprio fratello, uomo più agguerrito e meno sognatore. All'origine di tutto c'era la rivalità dei due in amore (Julia) e in affari (piccoli e grandi racket a Brooklyn). Eppure Gerard, meno sognatore e più incallito come boss, non avrebbe compiuto la sua tragica lotta, se uno degli uomini di Frank, Tony, non avesse tradito il suo capo.
Così la storia si esaurisce: Tutti i personaggi "cattivi" spariscono: Gerard (che negli ultimi tempi si era nascosto sotto la falsa identità di un maestro zen, per meglio derubare una società giapponese), Tony, Julia e persino il gigante. La creazione di Frank Minna, la L&L, riprende ad essere un autonoleggio, legale questa volta; il posto di Tony è preso da Loomis, un ex vigilante della nettezza urbana. Lionel, dopo un'amarissima considerazione, riuscirà a continuare a vivere, ridimensionando il dominio della sua Tourette, su cui aveva troppo contato.

## Personaggi
- Lionel Essrog' detto Testadipazzo, protagonista e narratore, è un uomo al di sotto dei trent'anni, affetto da sindrome di Tourette. Sin dai tredici anni, quando era ospite dell'orfanotrofio "St. Vincent", ha lavorato per Frank Minna, che gli ha dimostrato empatia e gli ha fatto conoscere la malattia di cui Lionel soffre.
- Gilbert Coney, coetaneo di Lionel e suo compagno al St. Vincent, lavora per Minna.
- Danny Frantl, anch'egli al St. Vincent, ha un anno più di Lionel e Gilbert e fa parte dei ragazzi di Minna.
- Tony Vermonte, il più anziano orfano del St. Vincent (15 anni), come gli altri, lavora per Minna, prima da ragazzo, poi da giovane uomo.
- Frank Minna, inizialmente viene al St. Vincent a richiedere quattro ragazzi bianchi per lavori saltuari; dapprima trasporta materiali che i ragazzi scaricano e trasferiscono in luoghi vari; poi scompare e, quando ritorna, ingaggia i quattro ormai adulti in un'agenzia di autotrasporti, sotto la quale si nasconde un'agenzia di investigazioni.
- Gerard Minna, fratello maggiore di Frank, in seguito suo antagonista.
- Matricardi & Rockaforte, coppia di anziani gangster, definiti "I clienti".
- Il gigante polacco, assassino alto e grosso oltre il normale. Personaggio muto, potrebbe essere frutto delle fantasie di Lionel.
- Ullman, altro personaggio muto (e invisibile). Lionel lo ha solo sentito nominare, ma si lascia andare a tutte le fantasie.
- Julia Minna, moglie di Frank, dopo essere stata l'amante di Gerard.
- Kimmery, ragazza dedita allo studio dello zen.
- Loomis, il "poliziotto dei Rifiuti urbani", altro uomo di Frank Minna. Collabora con Lionel e alla fine farà parte del gruppo.

## Giudizi  critici
Albert Mobilio ha scritto sul The New York Times:
Gary Krist su Salon:

## Opere derivate
Nel 2019 è uscito il film Motherless Brooklyn - I segreti di una città, ispirato dal romanzo, diretto dall'attore e regista Edward Norton, che interpreta anche il ruolo del protagonista.

## Edizioni in italiano
- Jonathan Lethem, Testadipazzo, traduzione di Laura Grimaldi, Milano: M. Tropea, 2001
- Jonathan Lethem, Brooklyn senza madre, traduzione di Laura Grimaldi, Milano: Net, 2005
- Jonathan Lethem, Brooklyn senza madre, traduzione di Laura Grimaldi, Milano: Il saggiatore tascabili, 2007
- Jonathan Lethem, Brooklyn senza madre, traduzione di Laura Grimaldi, Milano: Bompiani, 2014
- Jonathan Lethem, Brooklyn senza madre, traduzione di Laura Grimaldi, Milano; Firenze: Giunti: Bompiani, 2019